# Quận 6, Paris
Quận 6 (còn có tên là quận Luxembourg, nhưng tên gọi này ít được dùng trong đời sống thường nhật) là một trong những quận trung tâm của Paris, nằm ở tả ngạn sông Seine. Theo chiều kim đồng hồ thì nó lần lượt tiếp giáp với các quận 1, 7, 15, 14, 13 và 5.
Quận 6 là khu vực đông khách du lịch và sinh viên, với khu phố Saint-Germain-des-Prés và Vườn Luxembourg cùng viện Sénat. Nếu so với Quận 5 thì Quận 6 ít các trường đại học hơn.
Là một quận cổ, ở đây còn có sự hiện diện của Institut de France, nhà hát Odéon, khách sạn Lutetia.
Năm 1999, dân số của quận là 44.919 người với diện tích 215 ha, tức 20.893 người/km².